# Związek Lotników Polskich
Związek Lotników Polskich powstał w Poznaniu z inicjatywy byłych lotników wojskowych, zdemobilizowanych po zakończeniu działań wojennych związanych z wojną polsko-bolszewicką. W dniu 15 września 1922 roku odbyło się w Poznaniu zebranie organizacyjne ZLP na którym zatwierdzony został statut organizacji i wybrany jej zarząd. Do najważniejszych osiągnięć w działalności ZLP zaliczyć należy:
zbudowanie na poznańskim lotnisku na Ławicy wytwórni samolotów (Wielkopolska Wytwórnia Samolotów Samolot) w roku 1923, zorganizowanie w Poznaniu Cywilnej Szkoły Pilotów (1925), zorganizowanie pierwszych w Polsce zawodów szybowcowych w Białce (1923) i w Gdyni (1925) oraz utworzenie z inicjatywy członków ZLP Przedsiębiorstwa Komunikacji Powietrznej „Aero", które zorganizowało komunikację powietrzną pomiędzy Poznaniem i Warszawą (1925). Pod koniec 1929 roku ZLP zmuszony został do rezygnacji ze swojej szeroko zakrojonej działalności z powodów organizacyjno-ekonomicznych i przeprowadzenia reorganizacji związku. Część członków ZLP kontynuowało działalność w ramach Wielkopolskiego Klubu Lotników.